# Канин, Александр Игнатьевич
Алекса́ндр Игна́тьевич Ка́нин (24 ноября [6 декабря] 1877, Саратов — 3 ноября 1953, Рязань) — русский и советский актёр, театральный режиссёр. Заслуженный артист РСФСР (1926).

## Биография
Александр Канин родился 24 ноября (6 декабря) 1877 года в городе Саратове Саратовской губернии, ныне город — административный центр Саратовской области.
Затем семья переехала в Балаково, отец был служащим саратовского страхового общества «Саламандра». Осенью 1883 года в Балаково приехал скрипач В. Н. Марцинкевич, жил в квартире Каниных, давал уроки скрипичного мастерства. В 1885 году Канин вместе со своим учителем отправился в свои первые гастроли по городам Поволжья. Спустя несколько дней после того, как Канин вернулся с гастролей, скончался отец. Лишившись отца, был взят на попечение двоюродным дедом купцом хлеботорговем-судохозяином, Вольским городским головой Филиппом Осиповичем Плигиным. Окончил Вольское реальное училище и был принят в труппу Саратовского народного театра общества трезвости. В 1902 году был принят в труппу Московского художественного театра.
В 1904 году окончил школу при МХТ, где учился у Вл. И. Немировича-Данченко, после чего начал работать под руководством В. Э. Мейерхольда в Тифлисе, там же впервые попробовал себя в качестве режиссёра.
В 1905—1906 годах — актёр студии на Поварской (студией руководили К. С. Станиславский и В. Э. Мейерхольд). С 1908 по 1917 год работал в провинциальных театрах в Воронеже, Ростове-на-Дону, Таганроге, Самаре, Казани, Оренбурге, Иркутске, Одессе, Астрахани. В 1911 году с группой артистов приезжал на гастроли в Саратов.
С февраля 1917 года Александр Игнатьевич жил и работал в Саратове. В 1920 году при Саратовском драматическом театре он организовал молодёжную труппу, с которой поставил пьесу «Зори» Верхарна и другие спектакли.
Александр Канин был художественным руководителем многих театров по всей стране:
- в Ашхабаде (1927—1929, Государственный русский драматический театр),
- в Пензе (1929—1930, Пензенский драматический театр),
- в Самаре (1930—1931, Самарский театр драмы),
- в Воронеже (1931—1934, Воронежский государственный драматический театр),
- в Курске (1934—1941, Курский государственный драматический театр имени А. С. Пушкина),
- в Энгельсе (1941—1943, Энгельсский русский драматический театр),
- в Кургане (1943—1945, Курганский театр драмы, главный режиссёр[6]),
- в Улан-Удэ (1946—1947, Государственный русский драматический театр),
- в Великих Луках (1947—1948, Великолукский драматический театр).

В 1936 году Канин создал при Курском театре первую театральную студию, которой вскоре было присвоено его имя. Одним из выпускников которой народный артист РСФСР А. П. Буренко. Более 70 спектаклей поставил А. И. Канин на курской сцене. В 1937 году отмечалось 100-летие со дня гибели А. С. Пушкина. Канин создал программу театрализованного торжественного вечера из его произведений. Вскоре театру было присвоено имя поэта.
С 1948 года Александр Игнатьевич Канин работал главным режиссёром Рязанского областного театра драмы. Вошёл в историю театра как постановщик драматургии М. Горького (поставил почти все его пьесы, исполняя в них часто главные роли).
С 1950 года член ВКП(б), c 1952 года — КПСС.
Александр Игнатьевич Канин умер 3 ноября 1953 года в городе Рязани Рязанской области. Похоронен на Лазаревском кладбище Рязани.

## Творчество
Роли:
| Спектакль                             | Роль         |
| ------------------------------------- | ------------ |
| «Вишнёвый сад» А.П. Чехова            | Фирс         |
| «Плоды просвещения» Л. Н. Толстого    | Старый повар |
| «Три сестры» А.П. Чехова              | Ферапонт     |
| «Ревизор» Н. В. Гоголя                | Осип         |
| «Царь Федор Иоаннович» А. К. Толстого | Луи Клешнин  |

Александр Канин ставил спектакли:
- в Таганроге (1910 — «Васса Железнова»)
- в Саратовском драматическом театре имени К. Маркса (1926 — «Любовь Яровая» К. А. Тренёва)
- в Воронеже (1933 — «Егор Булычев и другие» М. Горького)
- в Курском драматическом театре имени А. С. Пушкина более 70 спектаклей[8], среди них:
  - «Гибель эскадры» А. Е. Корнейчука — 1934;
  - «Мы будем жить!» Б. А. Лавренёва — 1934;
  - «Мещане» М. Горького — 1934;
  - «Аристократы» Н. Ф. Погодина — 1935;
  - «Бойцы» Б. С. Ромашова — 1935;
  - «Любовь Яровая» К. А. Тренёва — 1935;
  - «Платон Кречет» А. Е. Корнейчука — 1934—1935;
  - «Ревизор» Н. В. Гоголя — 1934—1935;
  - «Васса Железнова» М. Горького — 1935—1936;
  - «Дети солнца» М. Горького — 1936—1937;
  - «На дне» М. Горького — 1937;
  - «Мольба о жизни» Ж. Деваля — 1935—1937;
  - «Гроза» А. Н. Островского — 1935—1936;
  - «Дети Ванюшина» С. А. Найденова — 1937—1938;
  - «Человек с ружьем» Н. Ф. Погодина — 1937 ;
  - «Кремлевские куранты» Н. Ф. Погодина — 1938;
  - «Разлом» Б. А. Лавренёва — 1937;
  - «Эмма Бовари» Г. Флобера — 1938;
  - «Клевета» Н. Е. Вирты — 1938—1939;
  - «Кубанцы» А. Сулебетова — 1938—1939 ;
  - «Овод» Э. Войнич — 1940;
  - «Анна Каренина» Л. Н. Толстого, инсценировка Н. Волкова — 1936;
  - «Неравный брак» А. А. Шапошникова[Комм 1] — 1938—1939;
  - «Чекисты» М. Э. Козакова — 1938—1939;
  - «Сестры Фёдоровы» И. И. Назарова — 1939—1940;
  - « Ромео и Джульетта» У. Шекспира — 1937—1938.
- в Улан-Удэнском театре юного зрителя — сказка «Хрустальный башмачок» Т. Г. Габбе, премьера 29 декабря 1945 года[9],
- в Улан-Удэ, Бурятский театр (1946 — «Егор Булычев и другие»)
- в Великолукском драматическом театре[10]:
  - «Мещане» М. Горького
  - «Женитьба Белугина» А. Н. Островского и Н. Я. Соловьева
  - «Анна Каренина» Л. Н. Толстого (инсценировка Н. Волкова)
  - «Кремлевские куранты» Н. Ф. Погодина.

## Признание и награды
- Сталинская премия третьей степени, 1951 — за постановку и исполнение роли Василия Васильевича Бессеменова в спектакле «Мещане» М. Горького
- Заслуженный артист РСФСР, 1926.

## Комментарии
1. ↑  Шапошников, Александр Антонович (1818—1885) — русский драматург-любитель, чиновник по ведомству государственных имуществ, надворный советник. Кроме «Неравного брака» им написаны драмы «Ложное положение Архивная копия от 13 августа 2023 на Wayback Machine», комедии «Ложный взгляд» и др. Его сын Николай Александрович Шапошников стал автором учебников по математике и лауреатом премии имени императора Петра Великого.